# Дэуэль, Альфред Ефимович
Альфред Ефимович Дэуэль (20 апреля 1934 — 25 июня 2016, Лос-Анджелес) — советский и американский шахматист и шахматный журналист, международный мастер ИКЧФ (1993).
В составе сборной Ленинграда стал победителем 5-го командного чемпионата СССР по переписке (1975—1978 гг.). Выступая на 10-й доске, набрал 8½ очков в 12 партиях. В 3-м командном чемпионате СССР по переписке (1970—1973 гг.) показал лучший результат на 10-й доске. Команда Ленинграда стала серебряным призером. Также в составе сборной города стал победителем 2-го традиционного командного турнира «Балтийское море — море дружбы» (1969—1972 гг.; 4 из 5 на 5-й доске).
Победитель 24-го чемпионата Европы по переписке (1981—1987 гг.). Серебряный призер 30-го чемпионата Европы по переписке (1985—1992 гг.). Участник отборочных соревнований 14-го чемпионата мира по переписке (1994—1999 гг.).
Много лет сотрудничал с журналом «64». После эмиграции оставался корреспондентом журнала в США.